# Turbinaria (algue)
Pour l’article homonyme, voir  Turbinaria (cnidaire) .
Genre
Turbinaria est un genre d'algues brunes de la famille des Sargassaceae.

## Liste des espèces
| Selon AlgaeBase (14 novembre 2014) et World Register of Marine Species (14 novembre 2014) : - Turbinaria capensis Pichon (non reconnue par WoRMS) - Turbinaria condensata Sonder, 1860 - Turbinaria conoides (J.Agardh) Kützing, 1860 - Turbinaria crateriformis W.R.Taylor, 1966 - Turbinaria decurrens Bory de Saint-Vincent, 1828 - Turbinaria denudata Bory de Saint-Vincent, 1828 - Turbinaria elatensis W.R.Taylor, 1965 - Turbinaria filamentosa Yamada, 1925 - Turbinaria filiformis Yamada (non reconnue par WoRMS) - Turbinaria foliosa M.J.Wynne, 2002 - Turbinaria gracilis Sonder, 1845 - Turbinaria havanensis J.V.Lamouroux (non reconnue par WoRMS) - Turbinaria indica Gopalakrishnan, 1974 - Turbinaria kenyaensis W.R.Taylor, 1966 - Turbinaria luzonensis W.R.Taylor, 1964 - Turbinaria membranacea Ruprecht (non reconnue par WoRMS) - Turbinaria murrayana E.S.Barton, 1891 - Turbinaria ornata (Turner) J.Agardh, 1848 - Turbinaria papenfussii W.R.Taylor, 1964 - Turbinaria parvifolia C.K.Tseng & Lu, 1983 - Turbinaria tanzaniensis Jaasund, 1976 - Turbinaria tetraedra Ruprecht (non reconnue par WoRMS) - Turbinaria tricostata E.S.Barton, 1891 - Turbinaria triquetra (J.Agardh) Kützing, 1849 - Turbinaria turbinata (Linnaeus) Kuntze, 1898 (espèce type) - Turbinaria vulgaris J.Agardh, 1848 | Selon ITIS (14 novembre 2014) : - Turbinaria bifrons Brueggemann, 1877 - Turbinaria conspicua Bernard, 1896 - Turbinaria crater (Pallas, 1766) - Turbinaria frondens (Dana, 1846) - Turbinaria heronensis Wells, 1958 - Turbinaria irregularis Bernard, 1896 - Turbinaria mesenterina (Lamarck, 1816) - Turbinaria mollis Bernard, 1896 - Turbinaria ornata (Turn.) J. Ag. - Turbinaria patula (Dana, 1846) - Turbinaria peltata (Esper, 1794) - Turbinaria radicalis Bernard, 1896 - Turbinaria reniformis Bernard, 1896 - Turbinaria stellulata (Lamarck, 1816) |

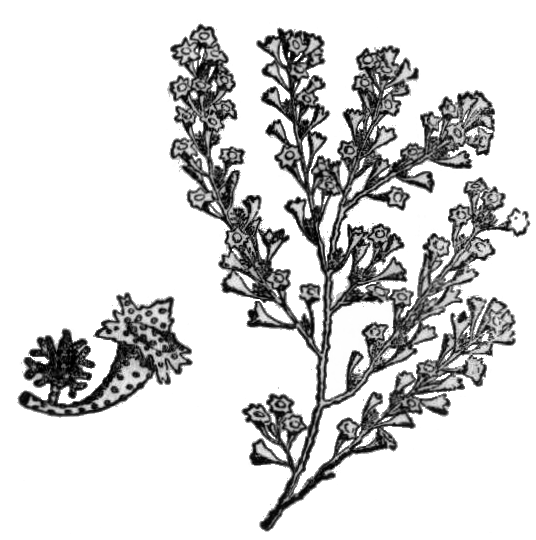
Turbinaria gracilis
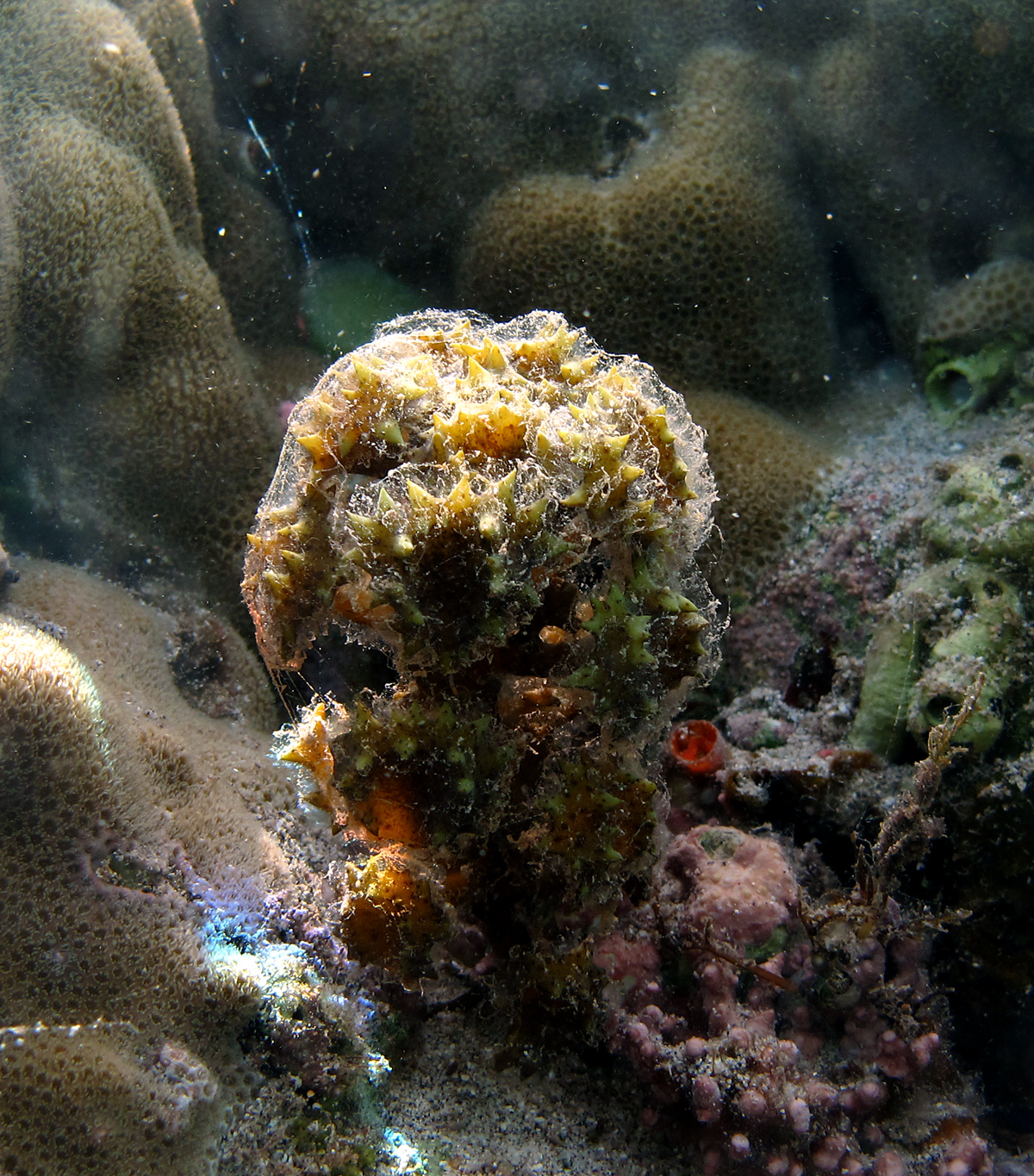
Turbinaria ornata
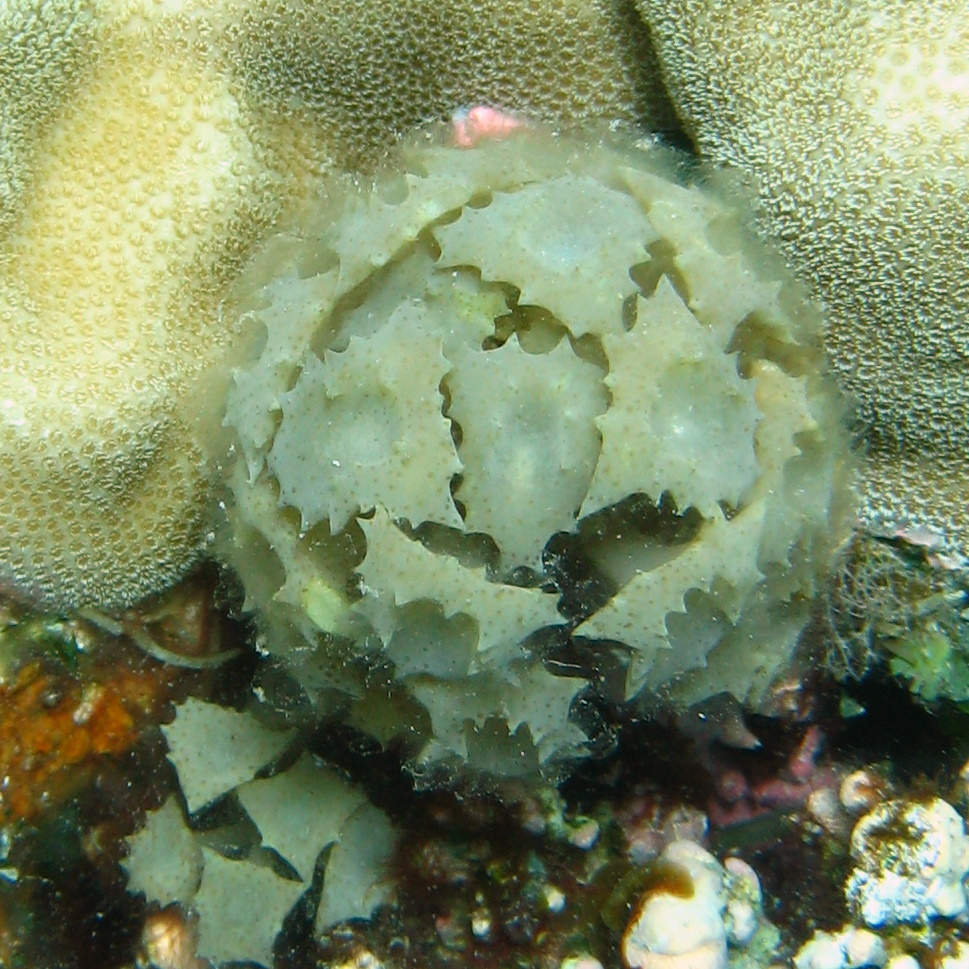
Turbinaria triquetra